# Economia do gotejamento
A economia do gotejamento ou teoria do gotejamento (em inglês: trickle-down economics) é um conceito utilizado para caracterizar as políticas económicas que favorecem os ricos ou privilegiados. Portanto, não é uma definição dada por economistas, sendo de uso quase exclusivo dos críticos de políticas que existem sob outros nomes. O conceito está geralmente associado às críticas ao capitalismo laissez-faire, mais especificamente, à economia pelo lado da oferta.
É um conceito originário da política norte-americana, cuja cunhagem tem sido atribuída ao humorista Will Rogers, que terá dito, durante a Grande Depressão, que "o dinheiro foi todo apropriado pelo topo na esperança de que iria gotejar para os necessitados".

## Contexto
Embora o conceito de "gotejamento" seja principalmente político e não denote uma teoria económica específica, algumas teorias económicas refletem o seu significado. Assim, alguns modelos macroeconómicos assumem que uma certa proporção de cada dólar do rendimento será economizada — a chamada propensão marginal a poupar. Diversos estudos descobriram que a propensão marginal a poupar é consideravelmente mais elevada entre os mais ricos. No entanto, não está claro se as razões se devem à variação na riqueza, consequência da escolha (preferências e gostos), ou se são casualidades. Políticas, incluindo a redução fiscal, que visam aumentar a poupança destinam-se, muitas vezes, aos ricos por esta razão. Se tudo o resto se mantiver, um aumento exógeno da quantidade de dinheiro economizada resulta em algumas formas de investimento numa economia saudável, já que o aumento da oferta de depósitos nos bancos irá reduzir o preço dos empréstimos, tanto para as empresas como para as famílias, estimulando o investimento.
O economista Thomas Sowell contestou a aplicabilidade do conceito, escrevendo que o trajeto real do dinheiro numa economia de iniciativa privada é totalmente o oposto do que é reivindicado pelos que referem a teoria do gotejamento. Ele observou que o dinheiro investido em novos empreendimentos primeiro é pago aos empregados, fornecedores e empreiteiros. Só algum tempo depois, se o negócio for rentável, há um retorno financeiro aos empresários, mas, na ausência de um móbil de lucro, que é reduzido no total por um aumento nas taxas marginais de imposto nas camadas superiores, essa atividade não ocorre.
O economista John Kenneth Galbraith observou que a "economia do gotejamento" já havia sido tentada nos Estados Unidos desde 1990 sob o nome de "teoria do cavalo e do pardal" (em inglês: horse and sparrow theory). O nome, então, se refere à ideia de que "se você der aveia o suficiente para alimentar o cavalo, um pouco irá cair para que os pardais na estrada o comam". Galbraith afirma que a teoria do cavalo e do pardal foi a responsável pelo Pânico de 1896, depressão econômica aguda que os Estados Unidos teriam sofrido aquele ano.
Um estudo da Tax Justice Network indica que a riqueza dos super-ricos não "goteja" de forma a melhorar a economia. Mas, em seu lugar, costuma ser acumulada e abrigada em paraísos fiscais com efeito negativo na economia doméstica.

Uma pesquisa de 2015 realizada pelo Fundo Monetário Internacional argumenta que não há qualquer gotejamento quando os ricos se tornam mais ricos:
Se a porção da renda dos 20% do topo (mais ricos) aumenta, então o crescimento do PIB na verdade irá cair a médio prazo, sugerindo que os benefícios não gotejam. Em contraste, um aumento na porção de renda dos 20% da base (mais pobres) é associado com aumento do PIB.